# Maps to the Stars
 Maps to the Stars  ―conocida como Mapa a las estrellas en México y Polvo de estrellas en el resto de Hispanoamérica― es un drama satírico de 2014 dirigida por David Cronenberg, y protagonizada por Julianne Moore, Mia Wasikowska, John Cusack, Robert Pattinson, Olivia Williams, Sarah Gadon y Evan Bird. El guion fue escrito por Bruce Wagner, quien redactó una novela titulada Dead Stars basada en el libreto de esta película, después de que el plan inicial para hacer la película con Cronenberg fracasara.
Es la segunda colaboración consecutiva entre Cronenberg y Pattinson  ―después de Cosmopolis― y la tercera entre Cronenberg y Prospero Pictures, quienes anteriormente trabajaron con Un método peligroso y Cosmopolis. Es también la tercera película en la que Cronenberg trabaja con la actriz canadiense Sarah Gadon, además de su primera película rodada en los Estados Unidos.
La película trata sobre los problemas de una estrella infantil y una actriz mayor cuando se reincorporan al mundo del entretenimiento. La película se estrenó en la competencia por la Palma de Oro en el Festival de cine de Cannes de 2014 el 19 de mayo de 2014, en el que Moore ganó el premio a la mejor actriz del certamen. Después de su estreno en Cannes, la película fue estrenada en los teatros franceses el 21 de mayo de 2014.

## Argumento
Agatha (Mia Wasikowska) llega a Los Ángeles y emplea a Jerome (Robert Pattinson), un conductor de limusina, para que la lleve al sitio en donde era la casa anterior de la estrella infantil Benjie Weiss (Evan Bird). Agatha tiene quemaduras severas en su cara y cuerpo, y es notable la cantidad de medicación que usa. Benjie visita a una niña en el hospital que sufre de linfoma no hodgkiniano, quien posteriormente muere. El padre de Benjie, el doctor Stafford Weiss (John Cusack), es un psicólogo de televisión que está tratando a una actriz mayor, Havana Segrand (Julianne Moore), del abuso sufrido a manos de su difunta madre, también actriz. La representante de Havana trata de conseguirle un papel en un remake de la película Stolen Waters, inicialmente protagonizado por su madre cuando era adolescente. Havana regularmente tiene alucinaciones con la versión juvenil de su difunta madre.
Benjie y su madre, Cristina (Olivia Williams), negocian un papel para él en una película como su retorno al cine comercial después de ser rehabilitado de su adicción a las drogas. Atendiendo la sugerencia de Carrie Fisher, Havana contrata a Agatha, a quien Carrie conoció por Twitter, como su asistente personal. Agatha continúa viendo a Jerome y se forma un romance entre ellos, aunque él se resiste al principio. Stafford se entera a través de Havana que Agatha ha regresado a Los Ángeles y se revela que Agatha es la hija de Stafford y Cristina.
Aprovechando el papel de Havana en Stolen Waters para obtener acceso a producción, Agatha visita a Benjie en el set y se descubre que ella es esquizofrénica, y que sus quemaduras son producto de un incendio que provocó en la casa de sus padres mientras dormían. Ella asegura haber regresado del hospital psiquiátrico reformada. Cuando Stafford se entera de que Agatha visitó a Benjie, se dirige a la casa de Havana en donde está Agatha y le ofrece dinero para que renuncie a su trabajo y se vaya de la ciudad.
Benjie rompe su abstinencia consiguiendo GHB y accidentalmente en una reunión le dispara al perro de su único amigo. Agatha visita a su madre, Cristina, para hacer las paces. Se revela entonces que Cristina y Stafford son hermanos, lo que convierte a Agatha y a Benjie en hijos de incesto, aunque Cristina insiste que desconocían serlo porque fueron separados a temprana edad. Stafford vuelve a casa, y cuando Agatha le confiesa que sabe de su vínculo familiar, Stafford arremete contra ella hasta que Cristina interviene. Durante el altercado, Agatha roba el anillo de bodas de Cristina. En el set, Benjie es atormentado por la chica del hospital y durante una alucinación estrangula a su joven compañero. El niño sobrevive, pero Benjie tiene que ser reemplazado en la película.
Havana contrata a Jerome como conductor, lo seduce, y tiene sexo con él en el asiento trasero de la limusina aparcada en la entrada de su casa, mientras Agatha los mira a través de la ventana. Havana entra a la casa y reprende a Agatha por su escaso rendimiento en el trabajo y además la humilla verbalmente al descubrir que Agatha ha manchado su costoso sofá de sangre menstrual. Agatha golpea mortalmente a Havana con uno de sus premios.
Stafford regresa a casa y ve que Cristina está envuelta en llamas cerca de la piscina. Aunque no es explícito, se insinúa que es un acto de autoinmolación luego de la serie de los acontecimientos traumáticos que conducen a Cristina a un estado de profunda depresión. Benjie regresa a casa y encuentra a su padre en un estado catatónico y le roba su anillo. Entonces se reúne con Agatha en las ruinas de la casa que ella incendió, los hermanos celebran una ceremonia nupcial improvisada con los anillos de bodas de sus padres. Al final juntos toman una gran cantidad de las píldoras de Agatha, antes de recostarse a mirar las estrellas.

## Reparto
- Julianne Moore como Havana Segrand.
- Mia Wasikowska como Agatha Weiss.
- John Cusack como Stafford Weiss.
- Robert Pattinson como Jerome Fontana.
- Olivia Williams como Cristina Weiss.
- Sarah Gadon como Clarice Taggart.
- Evan Bird como Benjie Weiss.
- Carrie Fisher como ella misma.

## Producción

### Desarrollo
La planeación de la película tuvo dificultades financieras y se desarrolló por seis años aproximadamente. Durante la promoción de Cosmopolis en mayo de 2012 en Cannes, David Cronenberg dijo que «no es una idea olvidada. Tenemos un guion escrito por Bruce que me encanta, es una película muy difícil de realizar como lo fue Cosmopolis.» También añade que «Maps To The Stars raya en lo extremo. Evidentemente no es una película comercialmente grande, e incluso como película independiente es difícil. Maps To the Stars es completamente diferente [a Cosmopolis], pero es muy ácida y satírica, lo que se vende con dificultad».
Hablando del guion, Cronenberg reveló que «es una especie de sátira de Hollywood. Muy al estilo de Bruce Wagner. Es una especie de esencia condensada de Bruce. Y mientras es satírico, también es muy potente, emotivo, perspicaz y divertido». También agregó: «Podrías decir que es una película de Hollywood porque los personajes son representantes, actores y directores, pero no es una sátira como The Player». El productor Martin Katz lo describió como una «comedia absurda del negocio del entretenimiento».

### Casting
Viggo Mortensen Y Rachel Weisz eran inicialmente parte del reparto, pero se presentaron dificultades y abandonaron el proyecto. Posteriormente se confirmó la participación de Cusack y Moore en su reemplazo. Moore, quién cambió su habitual cabello rojo para personificar a Havana, dijo en una entrevista acerca de la película: «no es sólo sobre la cultura de las celebridades, es también sobre la búsqueda de la fama a cualquier costo».

### Preproducción
La producción empezó el 8 de julio de 2013. Cronenberg declaró: «Es la primera vez que grabo una película en los Estados Unidos. Es extraño por la manera como coproducción trabaja, porque incluso aunque he tenido películas cuya sede es Estados Unidos como Cosmopolis o The Dead Zone, nunca he rodado en los Estados Unidos. Es la primera vez y realmente estoy emocionado por eso». Además añade: «bueno, Maps To The Stars es una historia de Los Ángeles y realmente siento que es algo que no podía realizar en Toronto, mientras que la estructura de Cosmopolis me permitió ambientar a Nueva York en un estudio en Toronto.

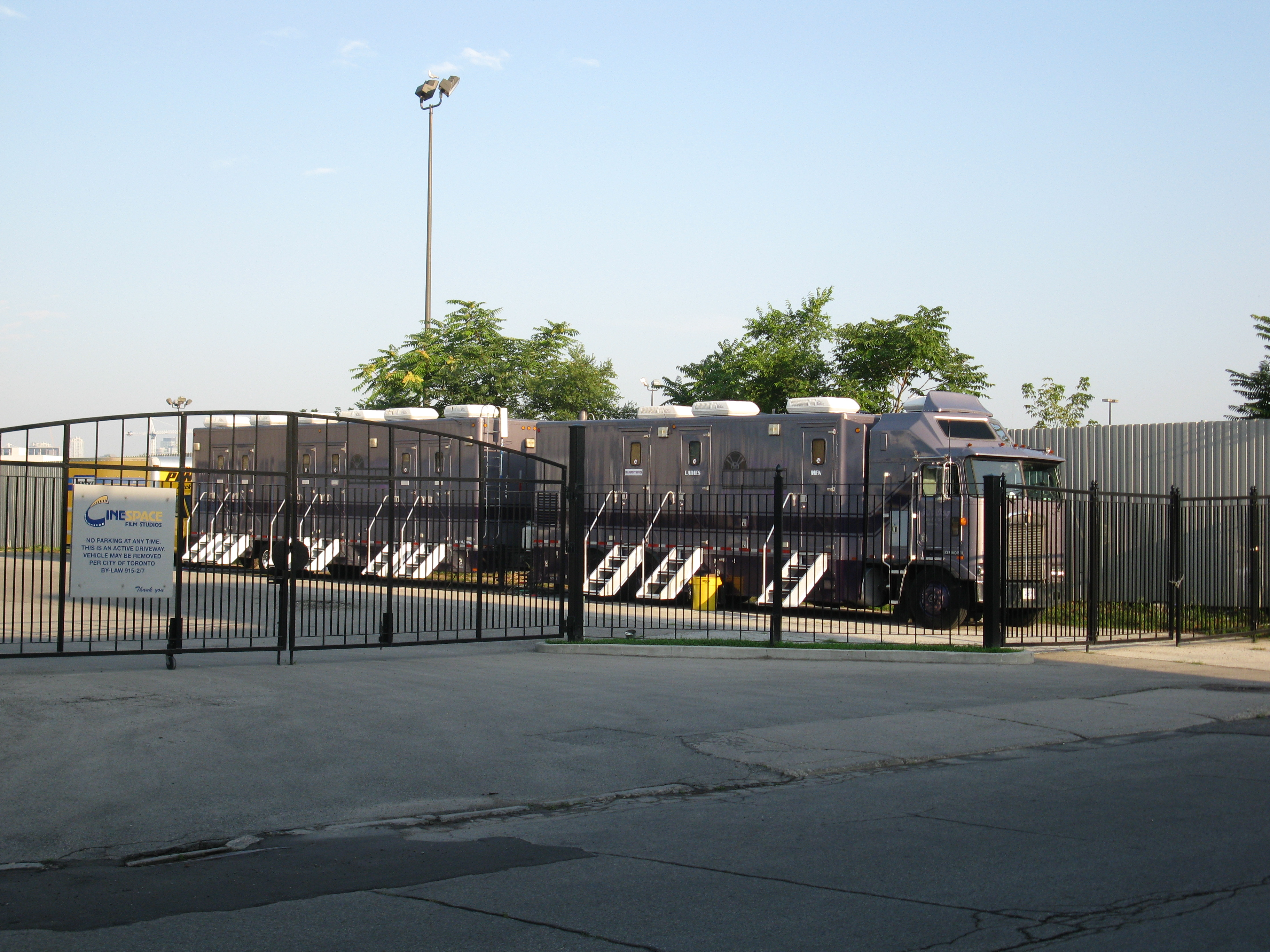
Interior de Cinespace film studio de Toronto.

### Rodaje
La fotografía principal empezó el 8 de julio de 2013 en Toronto (Canadá) y continuó hasta el 12 de agosto de 2013. La mayor parte del rodaje se realizó en Toronto y muchas de las escenas interiores de la película, se filmaron en Eastern Avenue el estudio Cinespace film de Ontario  (Toronto). El 19 de julio se filmaron algunas escenas en los merenderos de Queen street en Leslieville (Ontario).
El rodaje se trasladó a Los Ángeles, California. La mayoría de las escenas de exteriores se grabaron en sitios simbólicos de esta ciudad. El 17 de agosto la filmación tuvo lugar en Union Station con Pattinson y Wasikowska, el 18 y 19 del mismo mes las escenas se rodaron en Rodeo Drive y el hotel Beverly Hilton en Beverly Hills.
Algunas escenas se grabaron en el Paseo de la Fama de Hollywood, Hollywood Boulevard y el parque Runyon Canyon en Mulholland Drive el 20 de agosto y en Park Way Beverly Hills el 21 de agosto. Cronenberg iluminó Hollywood Sign para una escena el 20 de agosto usando luces 4K HMI. Dijo al respecto que «no es muy diferente que haberlo iluminado desde un helicóptero». El rodaje concluyó el 22 de agosto en Los Ángeles.

### Doblaje al español
La primera versión del doblaje para Hispanoamérica se llevó a cabo en los estudios Civisa Media de Argentina en diciembre de 2014, bajo la dirección de Pablo Negri. Una segunda versión se realizó en los estudios Candiani Dubbing Studios en México en enero de 2015, prestando su voz para el personaje Havana Segrand la actriz Rebeca Manríquez, quien ya había hecho doblaje para Julianne Moore en siete oportunidades.
Respecto al doblaje en España, la actriz de voz Alba Sola interpretó a Havana Segrand, siendo la vigésima novena vez que dobla a Moore.
| Personaje          | Actor original   | Actor de doblaje en Hispanoamérica | Actor de doblaje en Hispanoamérica | Actor de doblaje Versión española |
| Personaje          | Actor original   | Primera versión                    | Segunda versión                    | Actor de doblaje Versión española |
| ------------------ | ---------------- | ---------------------------------- | ---------------------------------- | --------------------------------- |
| Havana Segrand     | Julianne Moore   | Valeria Gómez                      | Rebeca Manríquez                   | Alba Sola                         |
| Agatha Weiss       | Mia Wasikowska   | Florencia Caronte                  | Jocelyn Robles                     | Isabel Valls                      |
| Cristina Weiss     | Olivia Williams  | Mariana Marti                      |                                    | Mercedes Montalá                  |
| Dr. Stafford Weiss | John Cusack      | Martín Gopar                       | Andrés Gutiérrez Coto              | Sergio Zamora                     |
| Jerome Fontana     | Robert Pattinson | Juan Balvín                        | Christian Strempler                | Manuel Gimeno                     |
| Benji Weiss        | Evan Bird        | Patricio Lago                      |                                    | Masumi Mutsuma                    |

## Música
Howard Shore compuso la banda sonora para la película. Ha contribuido con su trabajo en conjunto con Cronenberg desde 1979. El álbum fue lanzado por Howe Records el 9 de septiembre de 2014. El primer sencillo de la banda sonora se lanzó el 21 de mayo de 2014.
| Pistas de la banda sonora de Maps to the Stars |                               |          |  |
| N.º                                            | Título                        | Duración |  |
| 1.                                             | «Greyhound»                   | 1:56     |  |
| 2.                                             | «Set Me Free»                 | 1:57     |  |
| 3.                                             | «Stolen Waters»               | 2:22     |  |
| 4.                                             | «Wildfire»                    | 2:25     |  |
| 5.                                             | «A Little Crazy»              | 3:21     |  |
| 6.                                             | «Walk of Fame»                | 1:31     |  |
| 7.                                             | «Fire and Water»              | 2:16     |  |
| 8.                                             | «Asylum Corridor»             | 1:45     |  |
| 9.                                             | «Brother and Sister»          | 1:06     |  |
| 10.                                            | «Secrets Kill»                | 2:43     |  |
| 11.                                            | «Burn Out»                    | 1:57     |  |
| 12.                                            | «Love Is Stronger Than Death» | 2:32     |  |
| 13.                                            | «I'm Sorry»                   | 2:41     |  |
| 14.                                            | «I Write Your Name»           | 3:47     |  |
| 15.                                            | «Liberty»                     | 2:10     |  |
| 16.                                            | «Blanket of Stars»            | 4:05     |  |
| 00:38:34                                       |                               |          |  |

## Distribución

### Mercadeo y promoción
El 14 de abril de 2014 se estrenó el primer tráiler promocional con fines comerciales. Al día siguiente salió el tráiler oficial de la película. El mismo mes, con el anuncio de los estrenos en el Festival de Cannes, se mostraron dos nuevas imágenes de la cinta, en donde aparecen Julianne Moore, Mia Wasikowska y Robert Pattinson. EOne reveló otro tráiler de la película el 10 de septiembre de 2014, acorde al lanzamiento en el Reino Unido y Canadá.

### Estreno
La película se proyectó en el Festival Internacional de Cine de Nueva Zelanda en la sección Leyendas el 25 de julio de 2014. También se proyectó en la sección de Presentaciones de Gala del Festival Internacional de Cine de Toronto el 9 de septiembre de 2014, y el 27 del mismo mes en el Festival de cine de Nueva York. Su lanzamiento en el Reino Unido se hizo el 26 de septiembre de 2014. Sirvió como la película de clausura del Festival Internacional de Cine de Tokio el 31 de octubre de 2014, coincidiendo en fecha con el lanzamiento teatral en Canadá. El 8 de noviembre se proyectó en el Festival Internacional de Cine de Estocolmo. El 20 de noviembre se lanzó en Australia.
En septiembre de 2014, Focus World adquirió los derechos de distribución de la película en los Estados Unidos e hizo un lanzamiento limitado a calificación para premiaciones en Los Ángeles, entre el 5 y el 11 de diciembre de 2014, previo al lanzamiento oficial el 27 de febrero de 2015.

### Formato casero
La película se estrenó en formatos DVD y Blu-ray en Francia el 24 de septiembre de 2014. Estuvo disponible en formato DVD en el Reino Unido a partir del 24 de noviembre de 2014 y en Alemania desde el 3 de marzo de 2015. Universal Pictures lanzó la película en formatos DVD y Blu-ray en los Estados Unidos el 14 de abril de 2015.

## Recepción
En su mayoría, Maps to the Stars ha tenido calificaciones positivas por parte de la prensa y críticos especializados. En la página web Rotten Tomatoes, la película tiene una calificación de 60% de aceptación, basada en 134 reseñas con una media de 6.3/10. El consenso considera que la película es «narrativamente compleja y tonalmente confusa, Maps to the Stars todavía le hace falta para satisfacer a los fanáticos de David Cronenberg [...]».. En Metacritic, la película tiene una puntuación de 67 sobre 100, basada en 39 críticas, teniendo en su mayoría reseñas favorables. MRQE califica la película con 66 sobre 100, basado en 78 reseñas de críticos de cine.
| País                      | Medio / Autor(a)                     | Crítica | Tendencia        |
| ------------------------- | ------------------------------------ | --- | ---------------- |
| Bandera del Reino Unido   | The Guardian Peter Bradshaw          | «Una película fascinante y horriblemente exquisita sobre el Hollywood contemporáneo [...] Retorcida, perversa y muy alejada de todos los demás clichés previsibles sobre la cultura celebrity»                          | Crítica positiva |
| Bandera de Estados Unidos | Rolling Stone Peter Travers          | «La comedia negra de Cronenberg explota en el brillo y la depravación de Hollyweird. Moore entrega un tour de force de ego desatado»                                                                                    | Crítica positiva |
| Bandera de Estados Unidos | Variety Peter Debruge                | «Maps es el guion más cómico que nunca haya dirigido Cronenberg, pero no ha adaptado ni su estilo ni su visión para ajustarse a él [...] Wasikowska debería dejar de interpretar ya a personajes de 18 años»            | Crítica negativa |
| Bandera de Estados Unidos | Indiewire Oliver Lyttelton           | «Ciertamente es la película más retorcida del director, y como consecuencia, la más deliciosa y entretenida, desde hace mucho tiempo»                                                                                   | Crítica positiva |
| Bandera de Estados Unidos | The Hollywood Reporter Todd McCarthy | «Parece brillante, pero, al final, es más una broma que un retrato coherente del Hollywood del siglo XXI, aunque haya migajas de verdad e ingenio esparcidas por ahí y por allá»                                        | Crítica neutral  |
| Bandera de Estados Unidos | USA Today Claudia Puig               | «Una sátira desagradable y sin sentido sobre Hollywood [...] es como un culebrón sensacionalista, en el que unos repulsivos personajes se hacen cosas horribles y te da igual»                                          | Crítica negativa |
| Bandera de Estados Unidos | The New York Times A. O. Scott       | «Puede que te encuentres a ti mismo [...] recorriendo su camino de lo familiar a lo siniestro, del entretenimiento a la repulsión, del sueño a la pesadilla»                                                            | Crítica positiva |
| Bandera de España         | ABC Oti Rodríguez Marchante          | «Maps to the Stars tiene pegada y cierta gracia, y está lejos de su pretenciosa y vacua película anterior, Cosmópolis»                                                                                                  | Crítica positiva |
| Bandera de España         | El Mundo Luis Martínez               | «Una disección furiosa y desencantada del espíritu que anima una ciudad como Los Ángeles. [...] Uno sale del cine aturdido [...] la obra más oscura y desasosegante de su director»                                     | Crítica positiva |
| Bandera de España         | El País Jordi Costa                  | «Cuento de fantasmas, que es, también, sátira inclemente, melodrama retorcido y relato trágico. [...] Cronenberg parece divertirse como nunca lo había hecho en ésta, su precisa, clara y consecuente etapa de madurez» | Crítica positiva |
| Bandera de España         | Fotogramas Desirée de Fez            | «Cronenberg disecciona Hollywood con la misma precisión y de forma tan invasiva y abrasiva como lleva haciendo toda la vida con el cuerpo y la mente de sus personajes»                                                 | Crítica positiva |
| Bandera de España         | La Vanguardia Lluís Bonet Mojica     | «Cronenberg nos exhibe con su personal estilo esta amplia parada de monstruos, en la línea de David Lynch (Mulholland Drive), Vincente Minnelli (Cautivos del mal) o Robert Altman (El juego de Hollywood)»             | Crítica positiva |
| Bandera de Argentina      | Diario La Nación Natalia Trzenko     | «Hay tantas cosas en Maps to the Stars y todas ellas son reconocidas marcas de autor de David Cronenberg, que esta vez llevó a Hollywood su festival de sangre, dolor y heridas»                                        | Crítica positiva |
| Bandera de Argentina      | Diario Clarín Pablo O. Scholz        | «Un Cronenberg auténtico, tal vez no de los que llenan de cine los ojos, pero con la fiereza que descarna» | Crítica positiva |

### Premios
| Año  | Premio                                                       | Categoría                                                   | Receptor                                             | Resultado | Ref.          |
| ---- | ------------------------------------------------------------ | ----------------------------------------------------------- | ---------------------------------------------------- | --------- | ------------- |
| 2015 | Canadian Screen Awards                                       | Mejor película                                              | Saïd Ben Saïd, Martin Katz, and Michel Merkt         | Nominados | [ 88 ]        |
| 2015 | Canadian Screen Awards                                       | Mejor director                                              | David Cronenberg                                     | Nominado  | [ 88 ]        |
| 2015 | Canadian Screen Awards                                       | Mejor actor protagonista                                    | Evan Bird                                            | Nominado  | [ 88 ]        |
| 2015 | Canadian Screen Awards                                       | Mejor interpretación por una actriz en un papel protagónico | Julianne Moore                                       | Nominada  | [ 88 ]        |
| 2015 | Canadian Screen Awards                                       | Mejor interpretación de un actor en un papel de reparto     | Robert Pattinson                                     | Nominado  | [ 88 ]        |
| 2015 | Canadian Screen Awards                                       | Mejor interpretación de un actor en un papel de reparto     | John Cusack                                          | Ganador   | [ 88 ]        |
| 2015 | Canadian Screen Awards                                       | Mejor interpretación de una actriz en un papel de reparto   | Mia Wasikowska                                       | Nominada  | [ 88 ]        |
| 2015 | Canadian Screen Awards                                       | Mejor guion original                                        | Bruce Wagner                                         | Nominado  | [ 88 ]        |
| 2015 | Canadian Screen Awards                                       | Mejor diseño de producción                                  | Ronald Sanders                                       | Nominado  | [ 88 ]        |
| 2015 | Canadian Screen Awards                                       | Mejor sonido                                                | Christian Cooke, Michael O'Farrell, and Orest Sushko | Nominados | [ 88 ]        |
| 2015 | Canadian Screen Awards                                       | Mejor música                                                | Howard Shore                                         | Ganador   | [ 88 ]        |
| 2014 | Festival de Cannes                                           | Palme d'Or                                                  | David Cronenberg                                     | Nominado  | [ 11 ]        |
| 2014 | Festival de Cannes                                           | Mejor actriz                                                | Julianne Moore                                       | Ganadora  | [ 15 ] [ 16 ] |
| 2014 | Festival de Cannes                                           | Mejor banda sonora                                          | Howard Shore                                         | Ganador   | [ 89 ]        |
| 2015 | Premios de la Sociedad de Directores de Fotografía de Canadá | Mejor fotografía                                            | Peter Suschitzky                                     | Nominado  | [ 90 ]        |
| 2015 | Gremio de Directores de Canadá                               | Mejor diseño de producción                                  | Carol Spier                                          | Pendiente | [ 91 ]        |
| 2015 | Gremio de Directores de Canadá                               | Mejor edición de vídeo                                      | Ronald Sanders                                       | Pendiente | [ 91 ]        |
| 2015 | Gremio de Directores de Canadá                               | Mejor edición de sonido                                     |                                                      | Pendiente | [ 91 ]        |
| 2014 | Premios Globo de Oro                                         | Mejor actriz – Comedia o musical                            | Julianne Moore                                       | Nominada  | [ 92 ]        |
| 2014 | Premios de la Sociedad Internacional de Cinéfilos            | Mejor actriz de reparto                                     | Julianne Moore                                       | Ganadora  | [ 93 ]        |
| 2015 | Círculo de Críticos de Cine de Londres                       | Actriz del año (también por Still Alice)                    | Julianne Moore                                       | Nominada  | [ 94 ]        |
| 2014 | Festival de Cine de Sitges                                   | Mejor actriz                                                | Julianne Moore                                       | Ganadora  | [ 95 ]        |

### Tráileres
- Maps to the Stars - Official Trailer (en inglés) en YouTube.
- Maps To The Stars Trailer 2015 Español en YouTube.

- Datos: Q14369911
- Multimedia: Maps to the Stars / Q14369911